# ماتیس لاچور
ماتیس لاچور (انگلیسی: Mathis Lachuer؛ زادهٔ ۳۱ اوت ۲۰۰۰) بازیکن فوتبال اهل فرانسه است.